# Paul Beatty

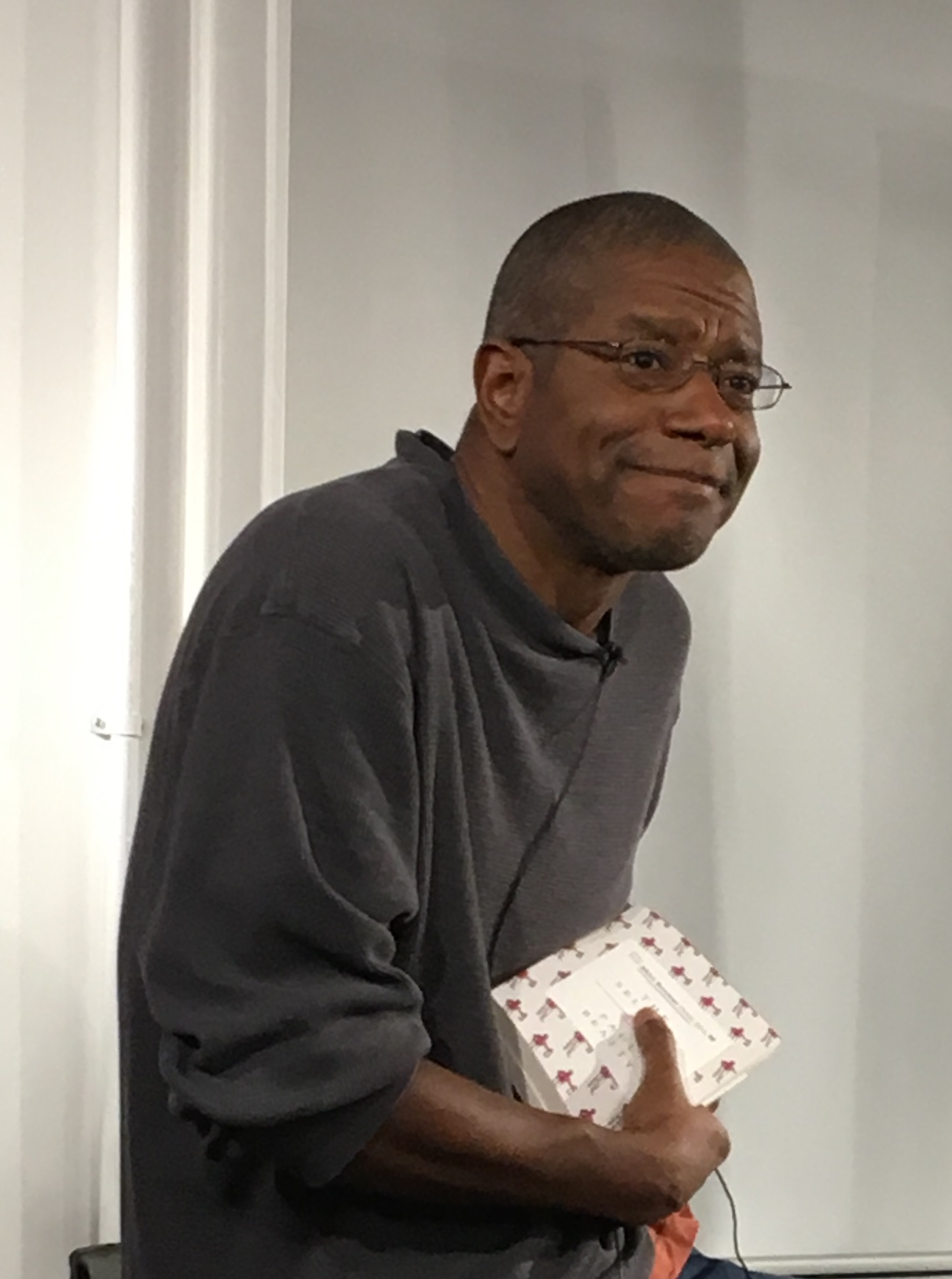
Paul Beatty

Paul Beatty (Los Ángeles, 9 de junio de 1962) es un escritor estadounidense y profesor de redacción en la Universidad de Columbia.

## Biografía
Nacido en Los Ángeles en 1962, en 1980 se diplomó en El Camino Real High School de Woodland Hills, California. Obtuvo un máster en escritura creativa en el Brooklyn College y un máster en psicología en la Universidad de Boston.
En 1990, Beatty ganó el slam del Nuyorican Poets Café, en Manhattan. Como premio, publicó su primer poemario Big Bank Take Little Bank.
En 2006, compiló una antología de humor afroamericano Hokum.
En 2016, ganó el Premio del Círculo de Críticos Nacional del Libro y el Premio Booker con su sátira El vendido.

## Obra

### Poesía
- Big Bank Take Little Bank, 1991
- Joker, Joker, Deuce, 1994

### Novelas
- 1996: The White Boy Shuffle
- 2000: Tuff
- 2008: Slumberland
- 2015: El vendido